# Regne de Kodagu
El regne de Kodagu (ಕೊಡಗು ಅರಸರು) o regne de Haleri (ಹಾಲೇರಿ ಅರಸರು) fou un estat regit per una dinastia de Nayaks (una branca dels nayaks de Keladi) que va governar la regió de Kodagu a Karnataka, Índia (anomenada Coorg pels britànics) més de 200 anys entre 1600–1834- El regne va ser anomenat Haleria per la població de Haleri (propera a Madikeri) que els nayaks van convertir en la seva capital. Els reis de Haleri foren devots Lingayats i eren una branca dels Nayaks de Keladi els quals eren una dinastia prominent que va governar a la post-medieval Karnataka. L'origen del regne és traçat en Veeraraja, un nebot de Sadashiva Nayaka de la dinastia de Keladi o Ikkeri.

## Llegat
La moderna Madikeri anteriorment coneguda com a Muddu raja keri (que vol dir Ciutat de Mudduraja) va ser anomenada en honor del prominent rei de Haleri, Mudduraja que va governar Kodagu de 1633-1687. La població moderna de Virajpet deriva de Virarajendrapete, ciutat establerta pel rei de Haleri, Dodda Veerarajendra, que lio va donar el seu nom.
Chikka Virarajendra fou el darrer governant de Kodagu o darrer rei de Haleri. El famós literat canarès o premi Jnanpith, Masti Venkatesha Iyengar, va escriure un aclamat llibre crític, Chikavira Rajendra, basat en la vida i temps d'aquell governant.
El rei Dodda Veerarajendra va construir el famós palau de Nalknad         

## Reis[2]
- Vira Raja
- Appaji Raja I
- Muddu Raja I (1633 - 1687)
- Dodda Veerapa (1687 - 1736)
- Chikka Veerappa (1736 - 1766)
- Devappa Raja (1766 - 1770)
- Muddu Raja II, Muddaya (1770 - 1774)
- Appaji Raja II (1774 - 1775)
- Linga Rajendra Jo (Linga Raja I, 1775- 1780)
- Dodda Vira Rajendra (Dodda Vira Raja, 1780 - 1809)
- Devammaji (1809 - 1811)
- Linga Rajendra II (Linga Raja II, 1811 - 1820)
- Chikka Vira Rajendra (Chikka Vira Raja, 1820 - 1834)

## Galeria

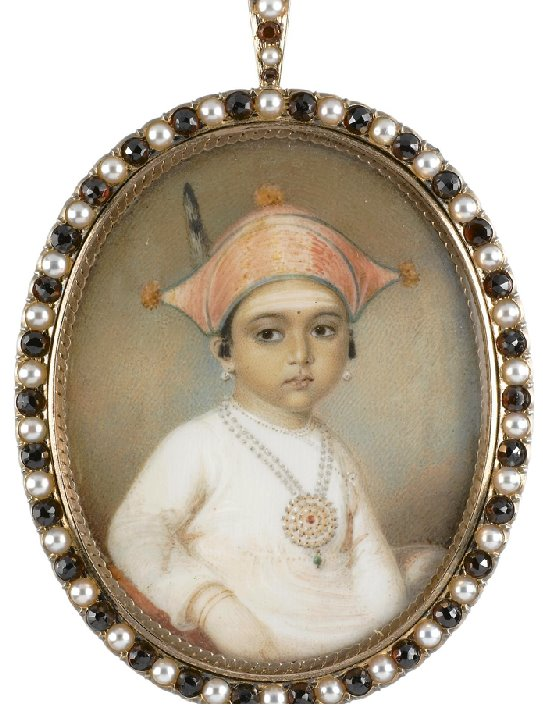
Una filla de Dodda Vira Rajendra
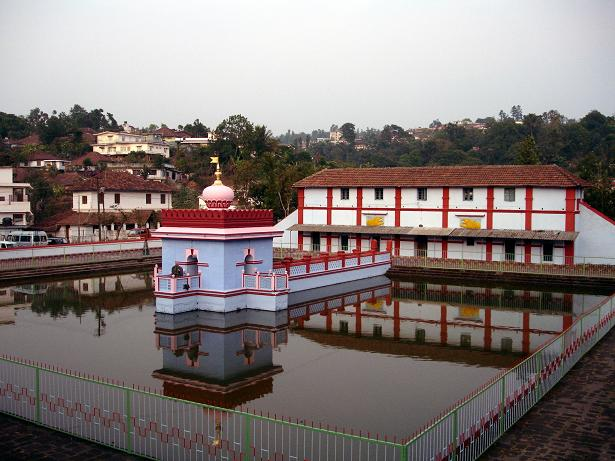
Temple Omkareshwara construït per Linga Raja a Madikeri
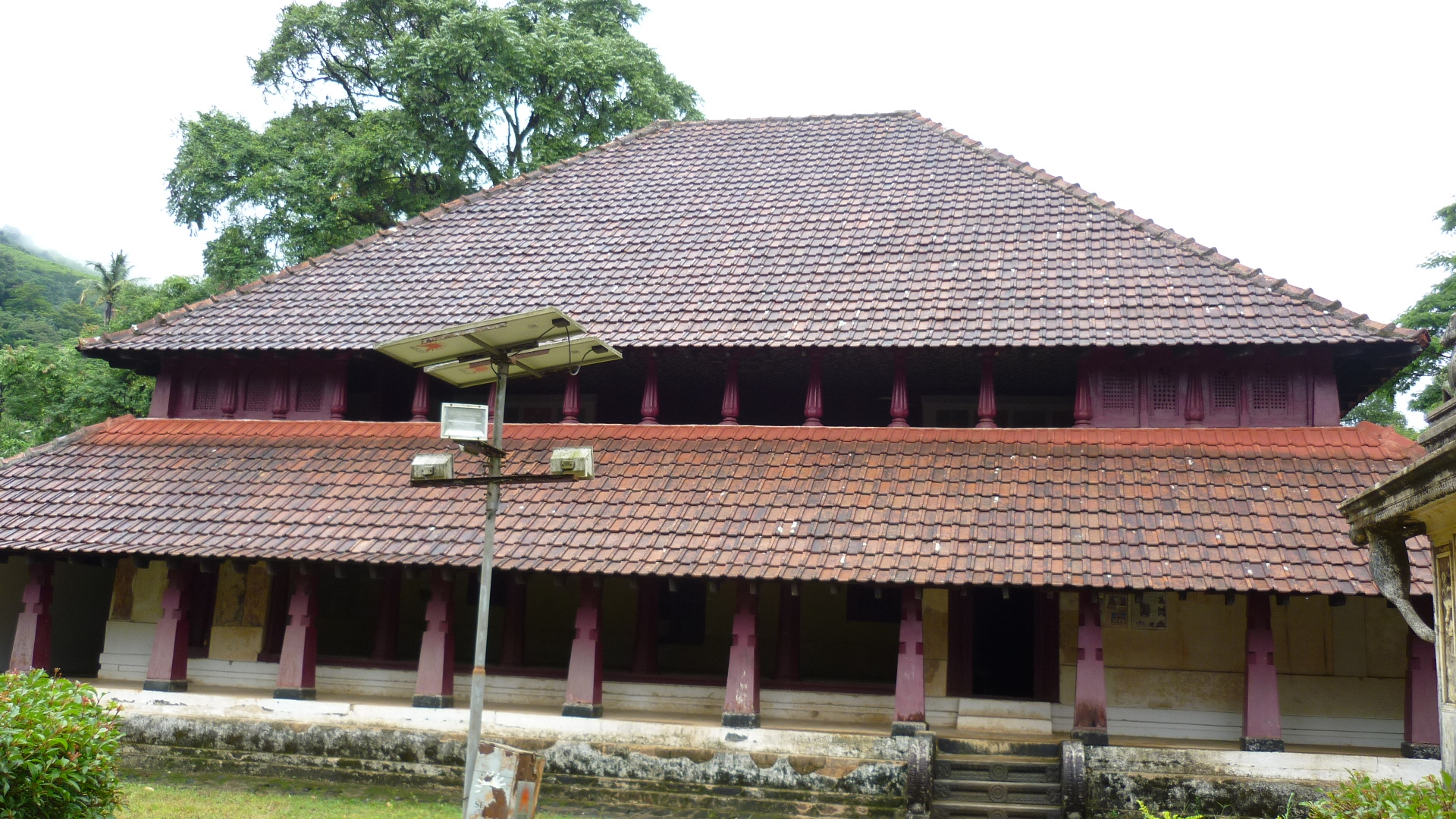
Palau Nalknad a Madikeri
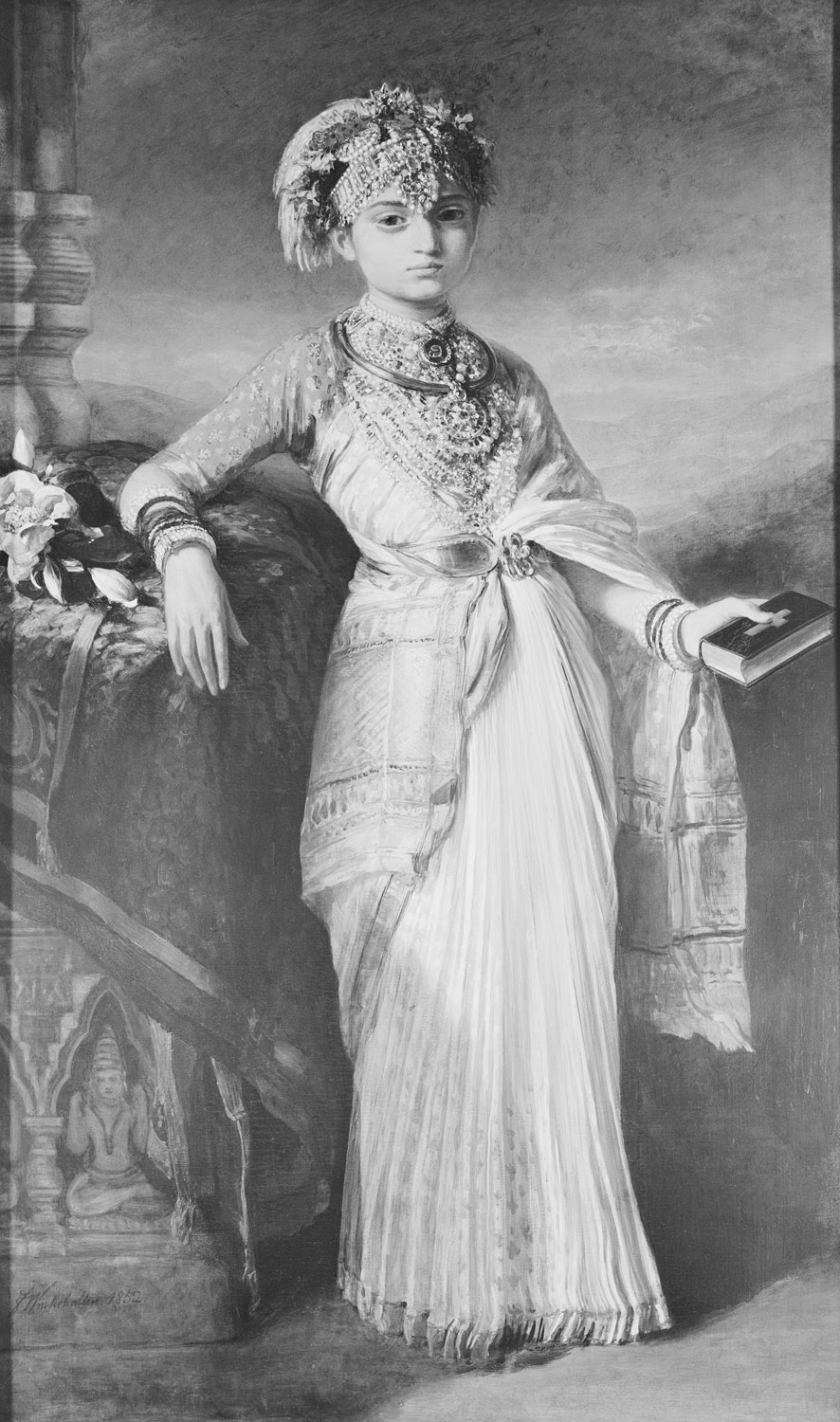
Gouramma, qui Victoria esdevinguda més tard Gouramma, la filla de Chikka Virarajendra, el durar Haleri governant, va ser adoptat per ser cuidat per Reina Victoria.